# Víctor Valdés
Víctor Valdés (L'Hospitalet de Llobregat, 14. siječnja 1982.) je bivši španjolski nogometni vratar. Igrao je četiri godine za španjolsku nogometnu reprezentaciju.

## Klupska karijera
Nakon dvanaest godina u Barceloni, Valdés je prešao u engleski Manchester United. U siječnju 2016. godine je otišao na posudbu u Standard Liège za šest mjeseci. U srpnju 2016. godine je se pridružio Middlesbroughu. Nakon godinu dana je Španjolac napustio Middlesbrough.

## Osobni život
U vezi je s Yolandom Cardonom s kojom ima troje djece dva sina i kćer.

## Trofeji
- Španjolska liga: 2004./05., 2005./06., 2008./09., 2009./10., 2010./11., 2012./13.
- Španjolski kup: 2008./09., 2011./12.
- Španjolski superkup: 2005., 2006., 2009., 2010., 2011., 2013.
- UEFA Liga prvaka: 2005./06., 2008./09., 2010./11.
- UEFA Superkup: 2009., 2011.
- FIFA Svjetsko klupsko prvenstvo: 2009., 2011.